# Сулуяновский
Сулуя́новский — посёлок в Усть-Катавском городском округе Челябинской области России.

## География
Расположен на границе с Башкортостаном, в месте впадения реки Карамалы в реку Наси. Расстояние до Усть-Катава 35 км.

## Население
| 2002 | 2010 |
| ---- | ---- |
| 4    | ↘0   |